# إليزابيث لويد
إليزابيث لويد (بالإنجليزية: Elisabeth Lloyd) هي فيلسوفة أمريكية، ولدت في 3 سبتمبر 1956 في موريستاون في الولايات المتحدة.

## وصلات خارجية
- إليزابيث لويد على موقع IMDb (الإنجليزية)